# Бур ле Валанс
Бур ле Валанс (фр. Bourg-lès-Valence) насеље је и општина у источној Француској у региону Рона-Алпи, у департману Дром која припада префектури Валанс.
По подацима из 2011. године у општини је живело 19.013 становника, а густина насељености је износила 936,6 становника/km². Општина се простире на површини од 20,3 km². Налази се на средњој надморској висини од 116 метара (максималној 200 m, а минималној 99 m).

## Демографија
| 1962.  | 1968.  | 1975.  | 1982.  | 1990.  | 1999.  | 2011.  |
| ------ | ------ | ------ | ------ | ------ | ------ | ------ |
| 10.856 | 12.812 | 15.616 | 16.033 | 18.230 | 18.347 | 19.013 |

График промене броја становника у току последњих година